# بيتر سميت
بيتر سميت (بالهولندية: Peter Smit)‏ هو لاعب كاراتيه هولندي، ولد في 24 ديسمبر 1961 في دوردريخت في هولندا، وتوفي في 15 أغسطس 2005.